# 都筑誠
都筑誠（つづき まこと、1943年7月9日 - ）は、日本の実業家。東京都出身。ポケットカード特別顧問・代表取締役社長、さくら銀行（現・三井住友銀行）取締役などを歴任。

## 略歴
- 1967年3月 -　上智大学経済学部卒業
- 1967年4月 -　株式会社東都銀行(三井銀行-さくら銀行-現三井住友銀行)入行
- 1984年4月 -　株式会社三井銀行 要町支店長（現三井住友銀行）
- 1994年6月 -　株式会社さくら銀行　京都支店長（現三井住友銀行）
- 1996年6月 -　株式会社さくら銀行　取締役支店部長（現三井住友銀行）
- 1998年6月 -　極東証券株式会社 専務取締役
- 2000年6月 -  三洋信販債権回収(三洋信販サービサー)株式会社 代表取締役社長
- 2001年1月 -  三洋信販株式会社 専務執行役員
- 2002年4月 -  アットローン株式会社 取締役
- 2003年9月 -  ポケットカード株式会社 特別顧問
- 2003年10月 -  三洋信販債権回収(三洋信販サービサー)株式会社 取締役副会長
- 2003年11月 -  ポケットカード株式会社 代表取締役社長
- 2004年10月 -  三洋信販債権回収(三洋信販サービサー)株式会社 取締役